# Bătălia de la Hotin (1621)
Bătălia de la Hotin din 1621 (în poloneză Bitwa pod Chocimiem) a fost o bătălie între Uniunea Polono-Lituanianǎ sub conducerea lui Jan Karol Chodkiewicz (1560-1621) și Imperiul Otoman, sub conducerea sultanului Osman al II-lea (1604-1622).

## Bătălia
O armată de 130.000 - 150.000 de veterani turci, conduși de sultanul Osman al II-lea, au pornit de la Adrianopole către frontiera cu Polonia. Turcii, după ce au obținut victoria în Bătălia de la Țuțora (17 septembrie - 7 octombrie 1620), au sperat să cucerească Ucraina, aflatǎ în componența Poloniei. Comandantul Uniunii Polono-Lituaniene, hatmanul lituanian Jan Karol Chodkiewicz a traversat Nistrul în septembrie 1621 cu aproximativ 35.000 soldați și s-a așezat în Cetatea Hotinului, blocând drumul oștii otomane. Sosirea a 40.000 de cazaci zaporojeni sub comanda hatmanului Petro Konașevici a ajutat la obținerea victoriei antiotomane. Hatmanul lituanian i-a ținut pe turci în câmp deschis timp de o lună întreagă, până ce prima zăpadă din toamnă l-a determinat pe Osman al II-lea să-și retragă forțele reduse. Victoria a fost obținută de Polonia cu sacrificii, cu câteva zile înainte de asediu, bătrânul hatman lituanian a murit de epuizare în cetate la 24 septembrie 1621. Forțele Uniunii au trecut apoi sub comanda lui Stanisław Lubomirski (1583-1649). Bătălia, descrisă de scriitorul Wacław Potocki (1621-1696) în celebra sa operă Transakcja wojny chocimskiej, a marcat sfârșitul unei lungi perioade de războaie.